# بالتیکا (باشقیرستان)
بالتیکا (انگلیسی: Baltika, Republic of Bashkortostan) یک شهرک در شهرستان ایگلینسکی استان باشقیرستان کشور روسیه است.